# Giappone e l'Olocausto

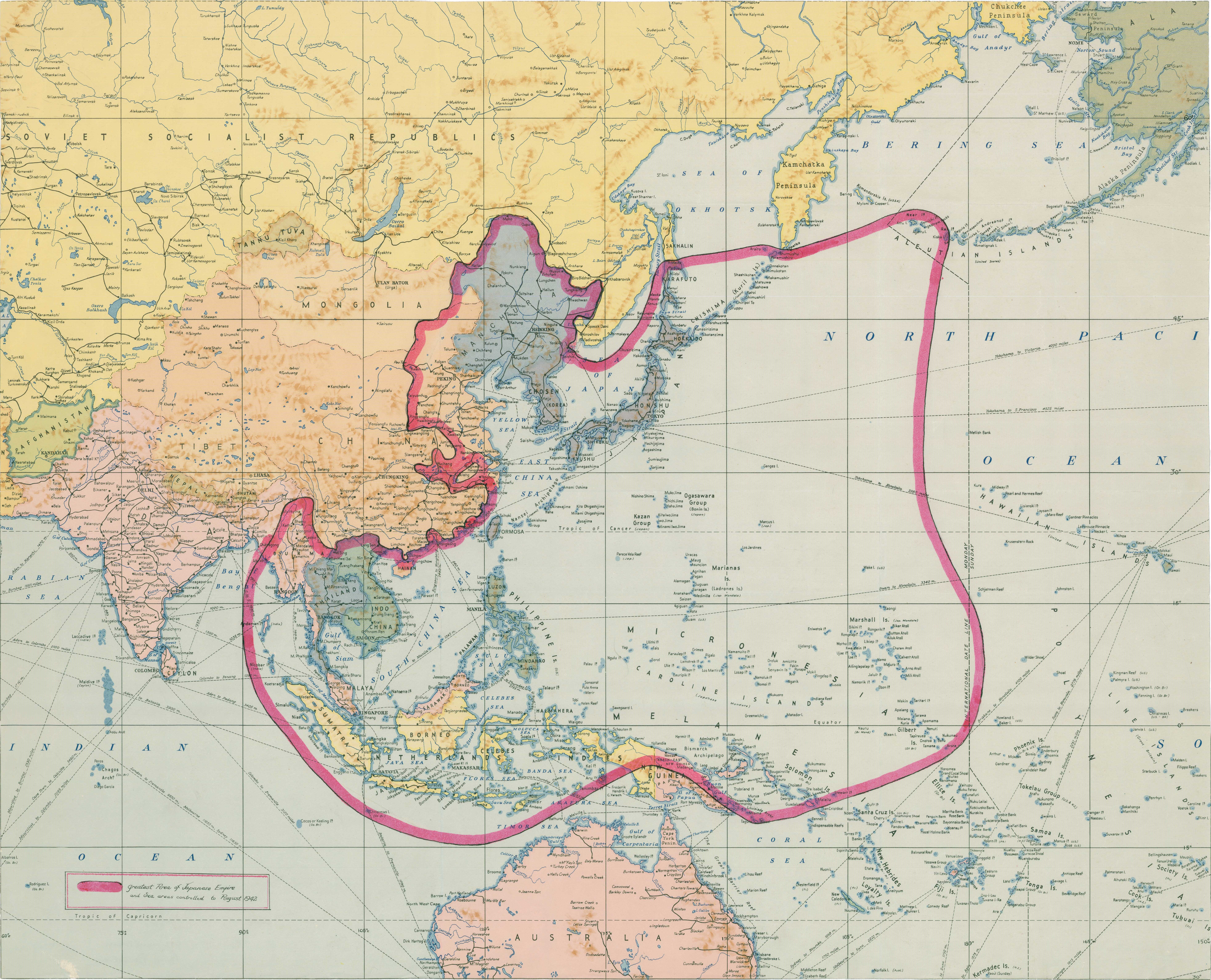
Massima estensione dell'Impero del Giappone durante la seconda guerra mondiale, 1942

Sebbene l'Impero del Giappone fosse membro dell’Asse, e quindi alleato della Germania nazista, non partecipò attivamente all’Olocausto. Gli atteggiamenti antisemiti furono insignificanti in Giappone durante la seconda guerra mondiale e c’era poco interesse per la questione ebraica, che era vista come una questione europea. Inoltre la Germania non fece pressioni sul Giappone in materia.

## Premesse
Il 25 novembre 1936 il Patto anticomintern fu ufficializzato tra la Germania nazista e il Giappone,; esso era diretto contro l'Internazionale Comunista. Il documento fu firmato dal ministro degli esteri tedesco Joachim von Ribbentrop e dall'ambasciatore giapponese in Germania Kintomo Mushanokōji.  I firmatari giapponesi speravano che il Patto anticomintern sarebbe stato de facto un'alleanza contro l'Unione Sovietica, desiderio che quest'ultima percepì come tale. Esisteva anche un protocollo aggiuntivo segreto che specificava una politica congiunta tedesco-giapponese specificamente diretta contro l'Unione Sovietica.
Dopo l'agosto 1939 il Giappone prese le distanze diplomatiche dalla Germania a seguito del patto Molotov-Ribbentrop.  Il patto anti-Comintern fu seguito dal patto tripartito del settembre 1940, che identificava gli Stati Uniti d'America come la minaccia principale piuttosto che l'Unione Sovietica; tuttavia nel dicembre 1941 anch'esso era praticamente inoperante. Il Patto anticomintern fu successivamente rinnovato nel novembre 1941 e vide l’ingresso di numerosi nuovi membri.

## Durante la seconda guerra mondiale
Il 6 dicembre 1938 il governo giapponese prese la decisione di vietare l'espulsione degli ebrei dal Giappone, dal Manciukuò e dal resto della Cina occupata dai giapponesi. Questo atteggiamento è stato considerato come "moralmente indifferente", basato principalmente sull'evitare l'inimicarsi gli Stati Uniti. Tuttavia anche dopo che il Giappone e gli Stati Uniti furono coinvolti in una guerra l'uno contro l'altro, la neutralità del governo giapponese nei confronti degli ebrei continuò.
I giornali giapponesi dell'epoca riferirono il crescente antisemitismo in Germania, ma una volta che il Giappone si unì all’Asse, le notizie che presentavano la Germania in una luce negativa furono soggette a censura. Anche se alcuni media occidentali alla fine pubblicarono alcuni articoli sulla difficile situazione degli ebrei in tempo di guerra, questo argomento non fu sollevato dai media giapponesi.
Nel 1941 il colonnello delle Schutzstaffel Josef Meisinger, un collegamento della Gestapo presso l'ambasciata tedesca a Tokyo, cercò di influenzare i giapponesi affinché sterminassero circa 18.000-20.000 ebrei che erano fuggiti dall'Austria e dalla Germania e che vivevano nella Concessione internazionale di Shanghai occupata dai giapponesi. Le sue proposte includevano la creazione di un campo di concentramento sull'isola di Chongming nel delta del fiume Azzurro. L'ammiraglio giapponese incaricato di sovrintendere a Shanghai non avrebbe ceduto alle pressioni di Meisinger; tuttavia, i giapponesi costruirono un ghetto nel quartiere di Hongkew. Un diplomatico cinese a Vienna, Ho Feng-Shan, disobbedì ai suoi superiori, concedendo migliaia di visti ai rifugiati ebrei per recarsi a Shanghai tra il 1938 ed il 1939; in seguito ricevette il titolo di "Giusto tra le nazioni".
Nel 1940-1941 il diplomatico giapponese Chiune Sugihara, viceconsole dell'Impero giapponese nella Repubblica Socialista Sovietica Lituana, concesse più di 2 000 visti di transito e salvò 6 000 rifugiati ebrei, consentendo loro di lasciare la Lituania prima che fosse invasa dai tedeschi. Dopo la guerra fu riconosciuto "Giusto tra le nazioni", unico cittadino giapponese a ricevere tale onore.

## Dopo la guerra

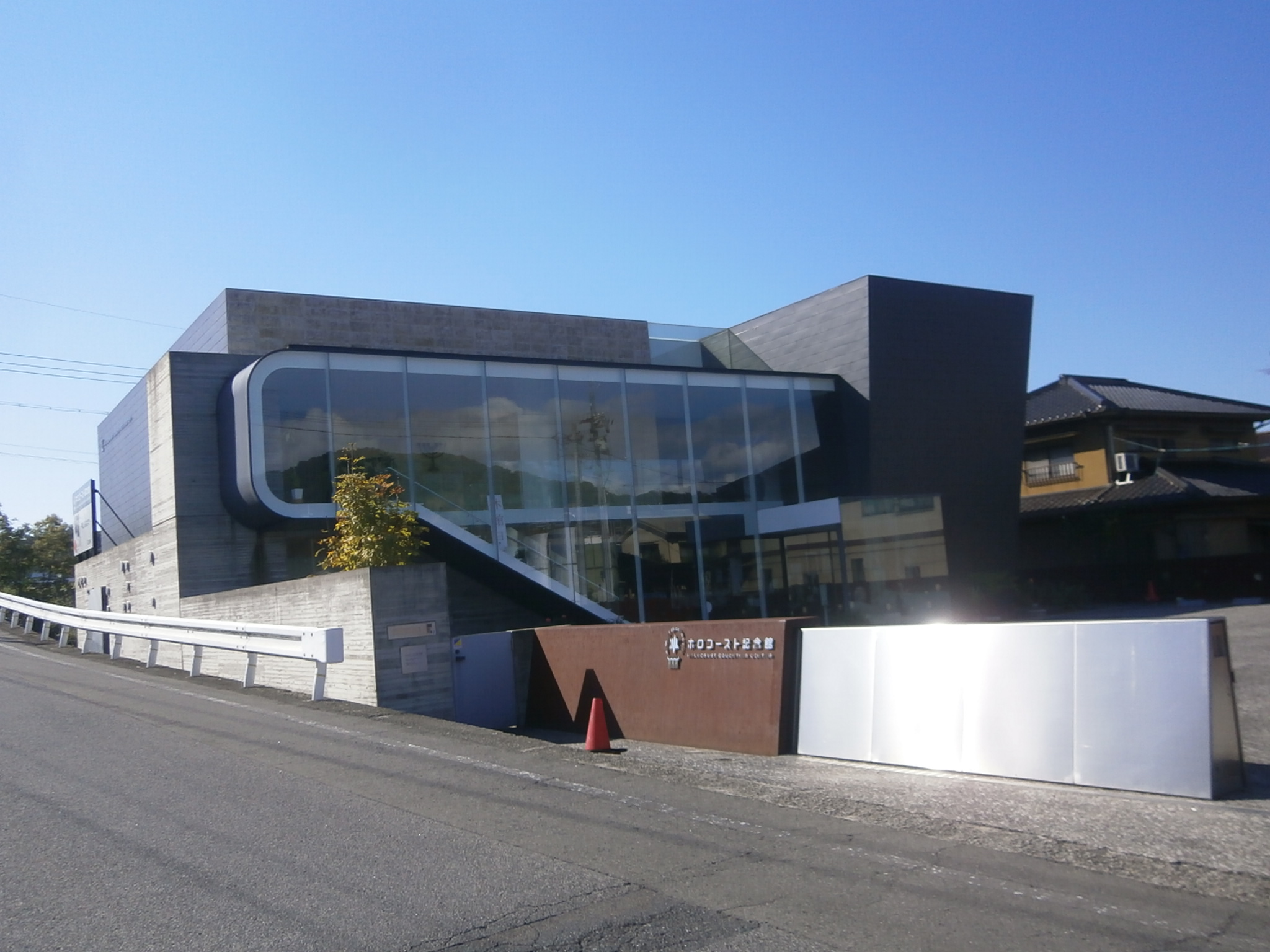
Centro di Educazione all’Olocausto a Fukuyama, Hiroshima

La consapevolezza dell'Olocausto in Giappone non aumentò immediatamente dopo la fine della guerra, poiché né le autorità giapponesi né le forze di occupazione statunitensi consideravano l'argomento particolarmente significativo. La situazione cambiò all'inizio degli anni 1950, quando l'argomento divenne popolare grazie alla traduzione del Diario di Anna Frank, pubblicato in Giappone nel 1952 e che vendette diversi milioni di copie. Nel 1995 venne aperto il Centro di Educazione all’Olocausto a Fukuyama, l'unico museo asiatico dedicato all'Olocausto.
D'altro canto, soprattutto a partire dagli anni 1980, si diffusero anche le idee negazioniste dell'Olocausto, rese popolari tra gli altri dalle opere di Masami Uno. Nel febbraio 1995 una rivista chiamata Marco Polo (in giapponese マルコポーロ?) pubblicò un articolo negazionista dell'Olocausto; essa fu tanto criticata da dover smettere di pubblicare.
Funzionari e studiosi giapponesi hanno spesso paragonato i campi di detenzione americani per i giapponesi ai campi di concentramento nazisti, venendo criticati come parte del tentativo di minimizzare il ruolo dei giapponesi come aggressori nella seconda guerra mondiale.